# La Princesse de Broglie
La Princesse de Broglie est un portrait peint par Jean-Auguste-Dominique Ingres, en 1853 qui représente Pauline Eléonore de Galard-Béarn, épouse d'Albert de Broglie, belle sœur de la Vicomtesse d'Haussonville dont l'artiste avait fait aussi le portrait. Avant-dernier tableau de la série de grands portraits de femmes de la haute société, précédant celui de madame Moitessier assise, il fait partie des collections du Metropolitan Museum of Art de New York.

## Provenance
Le tableau est une commande du comte Othenin d'Haussonville, qui avait auparavant commandé celui de la Vicomtesse d'Haussonville, propriété des descendants.
En 1958 le portrait est acquis par le banquier Robert Lehman par l'intermédiaire de la société Wildenstein. En 1969 il est légué à la fondation Lehman, et est donné au Metropolitan Museum of Art en 1975 (inventaire, 1975.1.186.).